# Maciço des Bauges
O Maciço des Bauges (em francês:  Massif des Bauges) é um maciço calcário dos Alpes Ocidentais, grupo dos Pré-Alpes da Saboia,  e que se situam ao mesmo tempo no departamentos da França  da Saboia e da Alta-Saboia, e culminam a 2217 m com a Ponta de Arcalod.
O centro do maciço forma o "país de Bauges", cuja riqueza natural de fauna e flora levou à criação, em 1995, do Parque natural regional do Maciço des Bauges, o que não o impede de ter uma série de cidades de grande importância para a região como Annecy, Aix-les-Bains, Chambéry ou Albertville.

## Geografia
Na continuidade do maciço sub-Alpinos como são também conhecidos os Pré-Alpes, os Bauges encontram-se rodeados :
- a Norte pela Cordilheira des Aravis e pelo Maciço des Bornes, o desfiladeiro de Faverges e o Lago de Annecy
- a Sudoeste pelo Maciço da Chartreuse e o Vale do Rio Isère
- a Leste o Vale de Arly

Elas têm pela frente a chamada Combe de Savoie, a Cordilheira de Belledonne, o Maciço da Vanoise e, a Leste o Maciço do Beaufortain.

## SOIUSA

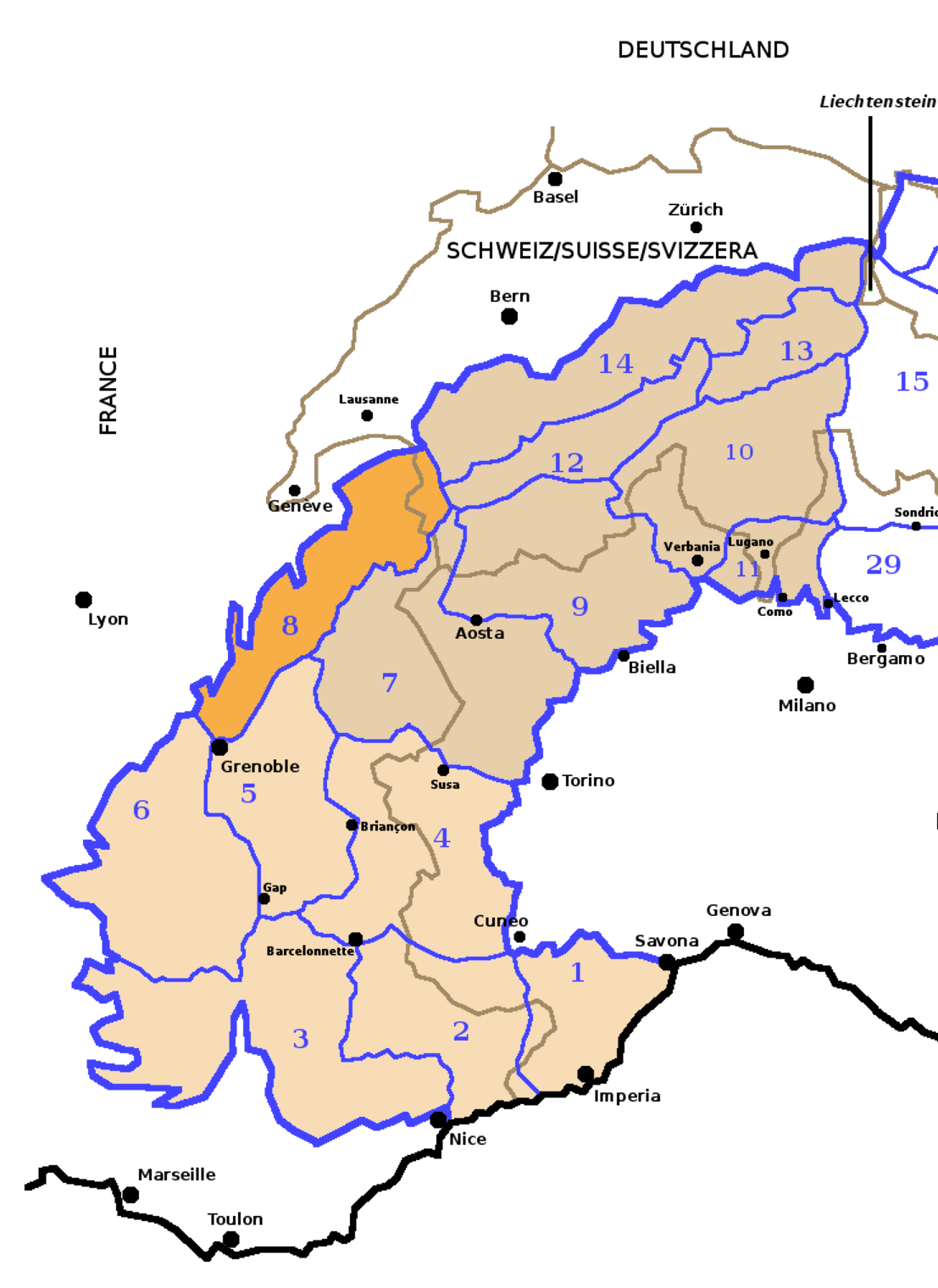
Zona de localização 8

A Subdivisão Orográfica Internacional Unificada do Sistema Alpino (SOIUSA) criada em 2005, dividiu os Alpes em duas grandes partes:Alpes Ocidentais e Alpes Orientais, separados pela linha formada pelo  Rio Reno - Passo de Spluga - Lago de Como - Lago de Lecco.
Segundo a SOIUSA, os  Pré-Alpes da Saboia são formados pelo conjunto das Aiguilles Rouges, Pré-Alpes do Giffre, Pré-Alpes do Chablais, Pré-Alpes de Bornes, Pré-Alpes de Bauges, e Pré-Alpes da Chartreuse.

### Classificação  SOIUSA
Assim os Pré-Alpes de Bauges são  uma Sub-secção alpina  com a seguinte classificação:
- Parte = Alpes Ocidentais
- Grande sector alpino = Alpes Ocidentais-Norte
- Secção alpina = Pré-Alpes da Saboia
- Sub-secção alpina =  Pré-Alpes de Bauges
- Código = I/B-8.V

## Imagens

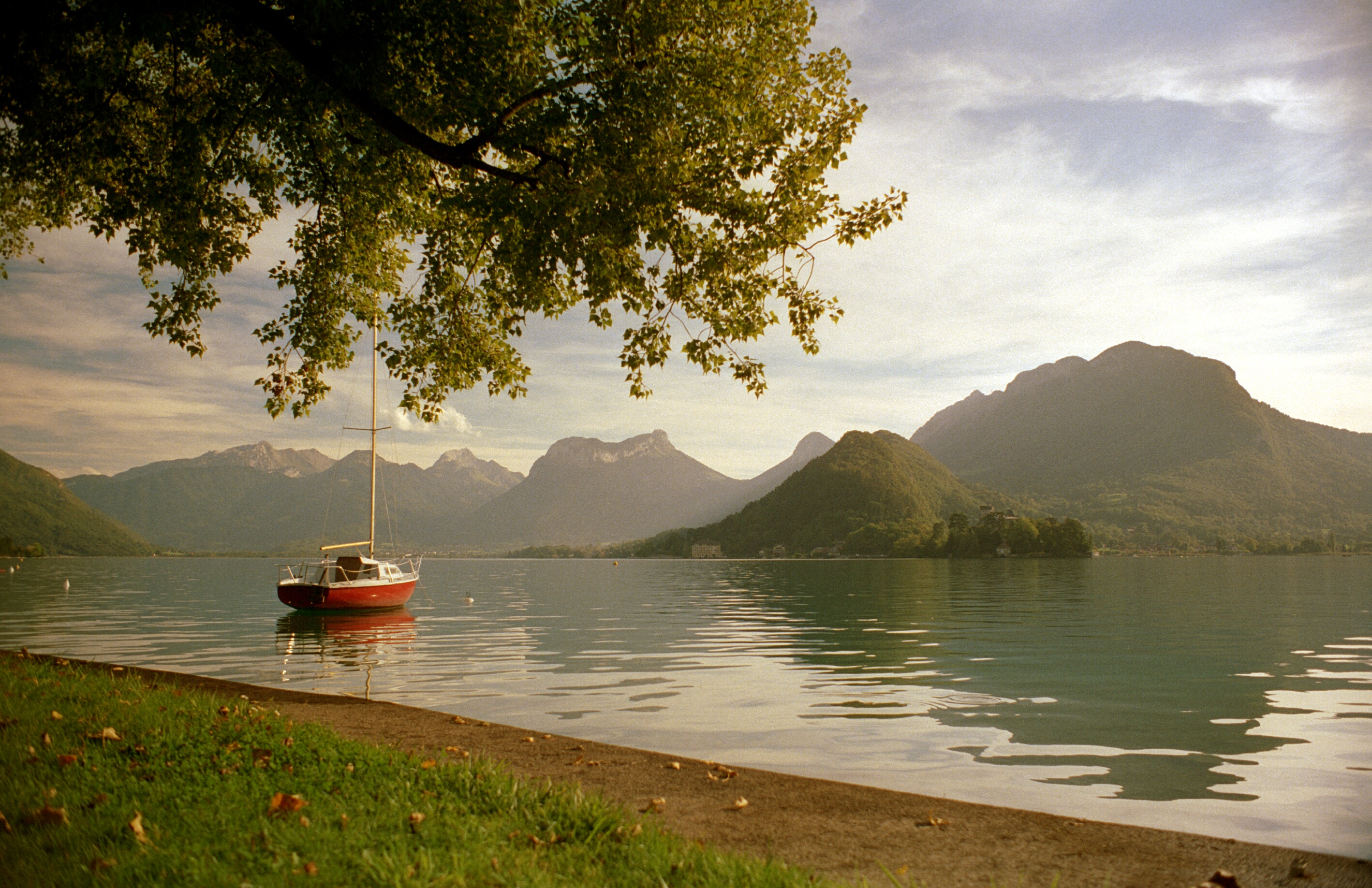
Les Bauges visto do Lago de Annecy